# Patisthanaya
Der Pathistanaya  ist ein Speer aus Sri Lanka, der zu den Stangenwaffen zählt.

## Beschreibung
Der Pathistanaya besteht in der Regel aus Stahl. Die Klinge besteht aus einer zweischneidigen Hauptklinge mit einem Mittelgrat, und zwei, aus dem gleichen Stück ausgetriebenen Seitenklingen, die in etwa die Form eines Halbmondes haben. Die Speerklinge wird mit einer Tülle am Schaft befestigt. Der Schaft besteht aus Hartholz, das mit dünnem Stahlblech überzogen, oder in verschiedenen Farben lackiert ist. Die Klinge und der Schaft sind in der Regel mit tiefen Gravuren verziert und bei manchen Versionen mit Silber ausgelegt (Tausia). Es gibt unterschiedliche Versionen, die sich in Klingenform, Länge und Breite unterscheiden.